# Fosfuro de indio
El fosfuro de indio (InP) es un compuesto formado por fósforo e indio. Es un material semiconductor similar al arseniuro de galio.

## Propiedades
El compuesto posee una estructura cristalina cúbica de cristales negros, ligeramente verdes. 
El InP tiene una banda prohibida directa, además de una alta velocidad de deriva, mayor que las del silicio o germanio.

## Aplicaciones
Sus propiedades de banda prohibida y alta velocidad electrónica lo hacen adecuado para construir dispositivos optoelectrónicos de alta velocidad como diodos laser, pero debido a dificultades en su utilización, actualmente solo se utiliza como substrato, para el arseniuro de indio-galio, ya que su Estructura cristalina tiene el mismo tamaño que este, 5,87 ángstroms